# Carolyn Jones (femme politique)
Pour les articles homonymes, voir Carolyn Jones et Jones.
Carolyn Jones, née en 1944) est une femme politique provinciale canadienne de la Saskatchewan. Elle représente la circonscription de Saskatoon Meewasin à titre de députée du Nouveau Parti démocratique de 1999 à 2003.